# 노안남초등학교
노안남초등학교는 대한민국 전라남도 나주시에 있는 공립 초등학교이다.

## 학교 연혁
- 1961년 1월 17일: 노안동국민학교 분교장 인가
- 1963년 2월 8일: 노안남국민학교 개교
- 1963년 3월 5일 병설유치원 개원
- 1994년 9월 1일 학산분교장 개장 (노안동국민학교 분교장 격하 4학급)
- 1997년 3월 1일 학산분교장 본교 통합

## 참고 자료
- 노안남초등학교 - 한국교육학술정보원 학교알리미